# Trobo
Trobo (llamada oficialmente Santa María do Trobo) es una parroquia y una aldea española del municipio de Fonsagrada, en la provincia de Lugo, Galicia.

## Otras denominaciones
La parroquia también es conocida por el nombre de Santa María de Trobo.

## Organización territorial
La parroquia está formada por catorce entidades de población:

### Entidades de población
Entidades de población que forman parte de la parroquia:
- Arquide
- Castañeira
- Chousa (A Chousa)
- Mazo (O Mazo)
- Noceda
- Pozas (As Pozas)
- Reboira
- Trasouturo
- Trobo (O Trobo)
- Vilaframil
- Vilamaior
- Vilar de Vela
- Vilarxubín

### Despoblados
Despoblados que forman parte de la parroquia:
- Vilarín do Castelo

## Demografía

### Parroquia
| Gráfica de evolución demográfica de Trobo (parroquia) entre 2000 y 2019 |
|                                                                         |
| Datos según el nomenclátor publicado por el INE.                        |

### Aldea
| Gráfica de evolución demográfica de Trobo (aldea) entre 2000 y 2019 |
|                                                                     |
| Datos según el nomenclátor publicado por el INE.                    |